# Tormenta tropical Cindy (1993)
La tormenta tropical Cindy fue un débil pero inusual ciclón tropical Atlántico húmedo, que causó inundaciones y deslizamientos de lodo en la isla Martinica, en agosto de 1993. Formándose desde el lado este de la isla, Cindy fue la tercera tormenta nombrada de la temporada anual de huracanes, el 14 de agosto. A causa de las desfavorables condiciones atmosféricas, la tormenta se mantuvo desorganizada a lo largo de su viaje por la zona noreste del Mar del Caribe. Luego de alcanzar el viento máximo sostenido de 45 mph (75 km/h), Cindy comenzó a debilitarse por la interacción con el terreno alto de La Española. Llegó a tierra en República Dominicana como depresión tropical el 16 de agosto y se disipó por su territorio al día siguiente.
A pesar de su pobre estructura de nube y viento, Cindy produjo lluvias torrenciales que cayeron en algunas zonas del noreste del Caribe. La isla Martinica recibió como nunca antes una lluvia de 12 pulgadas en un periodo de 24 horas, afectando varias comunidades de la zona norte. Le Prêcheur particularmente fue devastada por una extensiva corriente que llevaba escombros, lo que ocasionó graves daños en grandes edificaciones. El desastre dejó 2 personas muertas, a centenares sin hogar, y produjo $19 millones en daños. En camino a La Española, Cindy afectó a las Islas Vírgenes y Puerto Rico con duros oleajes y precipitaciones moderadas. Los grandes aguaceros e inundaciones ocasionaron la muerte de 2 personas en República Dominicana, aunque el nivel exacto del daño en este lugar no se conoce.

## Historia meteorológica
Los orígenes de la tormenta tropical Cindy se pueden llevar a una onda tropical que partió de la costa oeste de África el 8 de agosto de 1993. En los días siguientes, la onda fue rastreada ininterrumpidamente en dirección oeste-noroeste por el Tropical Atlántico mientras iba reteniendo un patrón de nubes diferente según imágenes satelitales. Aunque los datos iniciales de una misión aérea de reconocimiento el 13 agosto indicaban que este sistema carecía de una circulación de viento definida, una segunda misión al día siguiente reveló una mejora de su estructura en los niveles bajos de la atmósfera. El Centro Nacional de Huracanes (NHC) clasificó por consiguiente al sistema como depresión tropical -un ciclón tropical con vientos sostenidos de menos de 62 km/h- e inició las advertencias públicas poco después.

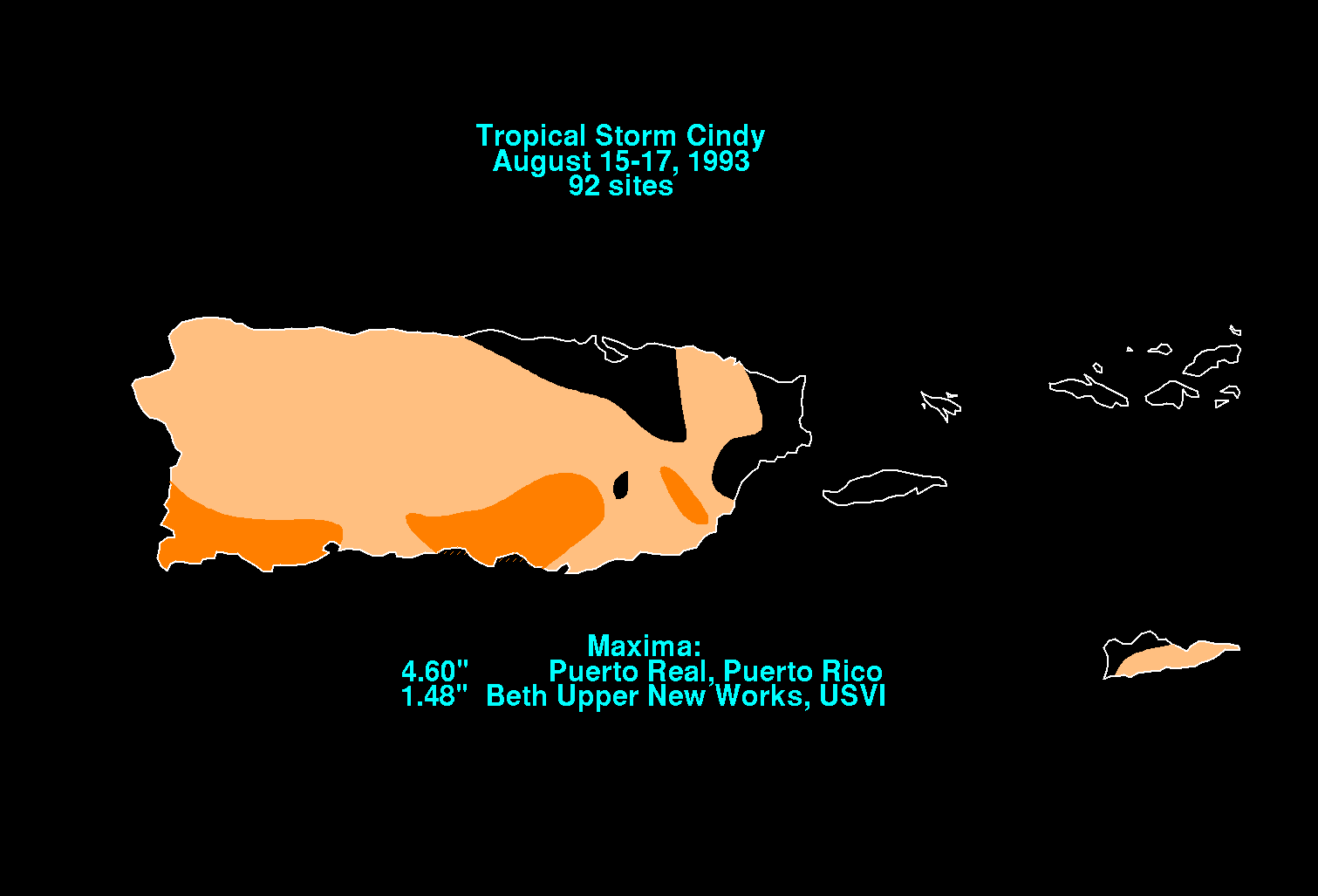
Mapa de pluviosidad de Cindy (de Puerto Rico) del Weather Prediction Center (WPC)